# Comédie ! (film)
Pour les articles homonymes, voir Comédie (homonymie).
Pour plus de détails, voir Fiche technique et Distribution.
Comédie ! est un film français réalisé par Jacques Doillon, sorti en 1987.

## Synopsis
Elle et Lui, quelque part dans les Alpes-de-Haute Provence, un matin de l'été 1986. Ils ont entre la trentaine et la quarantaine, vivent ensemble depuis un an et arrivent de Paris. IL est venu lui montrer une maison qu'il a dans la montagne et qu'Elle ne connait pas encore. Ils sont presque arrivés. Mais c'est une maison difficile. D'accès, d'abord ; difficile à assumer par Lui car elle représente sa vie passée, Peut-être avec d'autres femmes. Difficile à avaler pour Elle pour les mèmes raisons et d'autant plus qu'elle est d'une jalousie avouée, et redoute ce qu'elle va pouvoir découvrir d'insupportable sur lui, sur sa vie passée, et peut-être future... Pour éviter le choc frontal, ils jouent tous les rôles toutes les maitresses réelles ou imaginaires de lui, tous les amants passés ou rêvés d'elle. Elle joue lui ; lui joue elle ; ils ne savent plus où ils sont. Et c'est tout un travail que d'obtenir enfin quelques mots tremblants, chuchotés, entre deux portes : "Je t'aime", ce par quoi ils auraient du commencer.
Synopsis de Unifrance décrivant très bien ce film

## Fiche technique
- Titre français : Comédie !
- Réalisation : Jacques Doillon, assisté de Bruno Chiche
- Scénario : Jacques Doillon, Jean-François Goyet et Denis Ferraris
- Photographie : William Lubtchansky
- Musique : Philippe Sarde
- Production : Alain Sarde
- Pays de production :  France
- Date de sortie : 
  - France : 23 septembre 1987

## Distribution
- Jane Birkin : Elle
- Alain Souchon : Lui